# John Richardson
Sir John Richardson (Dumfries, Escòcia, 5 de novembre de 1787 — Grasmere, Westmorland, 5 de juny de 1865), fou un naturalista, explorador i cirurgià escocès.

## Biografia
Richardson va estudiar medicina a la Universitat d'Edimburg. El 1807 ingressa a la Royal Navy com a cirurgià. En aquests primers anys a la Marina va viatjar per Espanya, el Quebec, Madeira i el mar Bàltic.
Entre 1819 i 1822 va participar en la primera de les expedicions de John Franklin a la recerca del Pas del Nord-oest, l'Expedició Coppermine. Richardson va escriure el capítols sobre geologia, botànica i ictiologia del diari oficial de l'expedició. També va participar en la segona expedició de Franklin (1824-1827), en què exploraren més de 1.500 km de costa àrtica. Els descobriments de la història natural d'aquesta expedició foren tan grans que s'hagueren d'escriure dos volums: Flora Boreali-Americana (1833-40), escrita per William Jackson Hooker, i Fauna Boreali-Americana (1829-37), escrita per Richardson, William John Swainson, John Edward Gray i William Kirby.
El 1843, a la British Association for the Advancement of Science, Richardson descriu l'escafandre i el tractament fet a Roderick Cameron després d'una lesió que es va produir el 14 d'octubre de 1841 amb ocasió de les operacions de salvament al HMS Royal George.
Richardson va ser nomenat cavaller el 1846. Va viatjar, sense èxit, amb John Rae a la recerca de Franklin entre 1848 i 1849. Aquest viatge el va descriure al llibre An Arctic Searching Expedition (1851). Es va retirar al Districte dels Llacs el 1855. El 1856 va rebre la Medalla Royal de la Royal Society. Està enterrat a l'església de Sant Oswald, a Grasmere.
Fou autor de nombrosos estudis d'història natural, i sobretot d'ictiologia, a partir de la informació obtinguda en els seus viatges a l'Àrtic. Va escriure Icones Piscium (1843), Catalogue of Apodal Fish in the British Museum (1856), la segona edició de History of British Fishes (1860) de William Yarrell, The Polar Regions (1861). i Arctic Ordeal: The Journal of John Richardson editat per C. Stuart Houston el 1984.
Les muntanyes Richardson, al nord del Yukon, duen el nom en record seu.